# Marian Kotleba
Marian Kotleba (ur. 7 kwietnia 1977 w Bańskiej Bystrzycy) – słowacki polityk, parlamentarzysta, przewodniczący Partii Ludowej Nasza Słowacja i w latach 2013–2017 przewodniczący kraju bańskobystrzyckiego.

## Życiorys
Ukończył szkołę średnią w Bańskiej Bystrzycy, następnie studia nauczycielskie na Uniwersytecie Mateja Bela w Bańskiej Bystrzycy. Na tej samej uczelni został również absolwentem ekonomii. Pracował jako nauczyciel informatyki w szkole średniej. Po protestach rodziców związanych z głoszonymi przez niego radykalnymi poglądami został przeniesiony na stanowisko administratora szkolnej sieci komputerowej.
Był założycielem ugrupowania Slovenská pospolitosť, które zostało administracyjnie rozwiązane. W 2010 przejął kierownictwo w niewielkim pozaparlamentarnym ugrupowaniu, które przekształcił w Partię Ludową Nasza Słowacja.
Głoszone przez niego poglądy określane są jako ekstremistyczne. Polityk wspiera i odwołuje się do tradycji Jozefa Tiso i kierowanej przez niego faszystowskiej Pierwszej Republiki Słowackiej. Opowiada się przeciwko Unii Europejskiej i NATO, organizował liczne manifestacje skierowane przeciwko zamieszkującym Słowację Romom. W 2009 został zatrzymany pod zarzutem propagowania faszyzmu. Przez europejskie media (m.in. BBC i „The Economist”) jest uznawany za neonazistę.
W 2009 ubiegał się bez powodzenia o urząd przewodniczącego kraju bańskobystrzyckiego, otrzymując około 10% głosów. Również w kolejnych latach jego ugrupowanie nie odnosiło sukcesów wyborczych. W 2013 Marian Kotleba w drugiej turze głosowania został jednak wybrany na przewodniczącego kraju bańskobystrzyckiego, pokonując Vladimíra Maňkę. Nie utrzymał tego stanowiska w 2017.
W wyborach w 2016 kierowana przez niego ĽSNS uzyskała 8% głosów i 14 mandatów poselskich w Radzie Narodowej, z których jeden przypadł Marianowi Kotlebie. W 2019 kandydował w wyborach prezydenckich, zajmując 4. miejsce w I turze z wynikiem 10,4% głosów. W 2020 z powodzeniem ubiegał się natomiast o poselską reelekcję.
W październiku 2020 został nieprawomocnie uznany winnym szerzenia nazizmu i skazany na karę 4 lat i 4 miesięcy pozbawienia wolności. W kwietniu 2021 Sąd Najwyższy przyjął łagodniejszą kwalifikację prawną czynu, obniżając karę do 6 miesięcy pozbawienia wolności z warunkowym zawieszeniem na okres 1 roku i 6 miesięcy próby; w wyniku prawomocnego skazania Marian Kotleba utracił mandat poselski. Kandydował również w kolejnych wyborach prezydenckich w 2024. Otrzymał w nich 0,6% głosów, zajmując 8. miejsce.
Jego brat Marek Kotleba również został politykiem.